# Saxifraga wettsteinii
Saxifraga wettsteinii är en stenbräckeväxtart som beskrevs av Bruegg.. Saxifraga wettsteinii ingår i Bräckesläktet som ingår i familjen stenbräckeväxter. Inga underarter finns listade i Catalogue of Life.